# Charvil
Charvil är en ort och civil parish i Storbritannien.   Den ligger i kommunen Wokingham i riksdelen England, i den södra delen av landet, 50 km väster om huvudstaden London. Charvil ligger 38 meter över havet och antalet invånare är 2 000.
Terrängen runt Charvil är platt. Runt Charvil är det tätbefolkat, med 849 invånare per kvadratkilometer. Närmaste större samhälle är Reading, 6,3 km väster om Charvil. Trakten runt Charvil består till största delen av jordbruksmark.